# Petit à petit (maison d'édition)
Pour les articles homonymes, voir Petit à petit.
Petit à Petit (écrit petit à petit sur le logo) est une maison d'édition française qui publie des bandes dessinées, de la littérature jeunesse, de la littérature, et des beaux-livres.

## Historique
Les éditions Petit à petit sont fondées en 1997 par Olivier Petit dans la banlieue rouennaise. La société devient un label du groupe La Martinière en 2006, puis redevient indépendante en 2011. Après une pause dans ses publications à partir de 2010, Petit à petit revient en librairie en 2015,.

## Collections de bande dessinée

### L'histoire dans l'Histoire
- Rouen en BD, tome 1 - De Rotomagus à Rollon (2015)
- Rouen en BD, tome 2 - De Rougemare à Jeanne d'Arc (2016)
- Rouen en BD, tome 3 - De Louis XI à la Révolution (2017)
- Le Havre en BD, tome 1 - De la Préhistoire à la Révolution (2016)
- Le Havre en BD, tome 2 - Des Années Sombres aux Géants (2017)
- Nantes en BD tome 1 - De saint Félix à Gilles de Rais (2017)
- Bruxelles en BD, tome 1 - Des Celtes aux ducs de Bourgogne (2017)
- Bruxelles en BD, tome 2 - De Charles Quint à la Révolution Brabançonne (2018)
- Paris en BD, tome 1 - De Lutèce au Dernier Templier (2018)
- 1 D'Argentoratum à la guerre des Rustauds, Petit à petit, coll. « L'histoire dans l'Histoire », 18 octobre 2019
Scénario : Fabrice Linck - Dessin : David Soyeur - Couleurs : quadrichromie -  (ISBN 978-2-380-46010-0)

### Fictions
- Catamount, tome 1 - La jeunesse de Catamount (2017)
- Catamount, tome 2 - Le train des maudits (2017)
- Un léger bruit dans le moteur (2017)
- Demba Diop, un tirailleur sénégalais dans la Grande Guerre (2017)
- Psycho-Investigateur, l'héritage de l'homme-siècle (2017)

### Les chansons en BD
- Chansons de Georges Brassens en BD (2006)[4]
- Chansons de Bourvil en BD (2003)
- Chansons de Jacques Dutronc en BD (2004)
- Chansons de Thomas Fersen en BD (2007)
- Chansons de Claude François en BD (2003)
- Chansons de Jacques Higelin en BD (2000)
- Chansons de Boby Lapointe en BD (2001)
- Chansons d'Édith Piaf en bandes dessinées (2001)[5]
- Chansons de Boris Vian en BD (1997)
- Chansons de Serge Gainsbourg en BD (1999)
- Chansons de Téléphone en BD (2002)[6],[7]
- Chansons de Louise Attaque en BD (2006)
- Chansons de Raphael en BD (2006)
- Chansons de Mickey 3d en BD (2006)
- Chansons de Jacques Brel en BD (2007)[8]
- Chansons de Claude Nougaro en BD (2007)
- Chansons de Barbara en BD (2007, nouvelle édition en 2017)
- Chansons de Nino Ferrer en BD (2007)
- Chansons de Charlélie Couture en BD (2007)
- Chansons de Zazie en BD (2007)

### La littérature en BD
- Le Cid de Corneille en BD (2006, nouvelle édition en 2016) ;
- Phèdre de Jean Racine en BD (2006, nouvelle édition en 2017);
- Ubu roi d'Alfred Jarry, en BD  ;
- Cyrano de Bergerac d'Edmond Rostand, en BD (2006, nouvelle édition en 2016) ;
- Poèmes de Jacques Prévert en BD (2006, nouvelle édition en 2017) ;
- Nouvelles de Jules Verne en BD (2005)
- Poèmes de Charles Baudelaire en BD (2001, nouvelle édition en 2017)[9] :
- Poèmes de Verlaine en BD (2003) ;
- Poèmes de Ronsard en BD (2006) ;
- Nouvelles de Balzac en BD (2008) ;
- Poèmes de Victor Hugo en BD (2002)[10] ;
- Contes de Maupassant en BD (2002) ;
- Contes de Félix Arnaudin en BD (2003) ;
- Poèmes d'Arthur Rimbaud en BD (2004) ;
- Fables de Jean de la fontaine en BD (2006) ;

### Collection «Légendes en BD»
- Jimi Hendrix en Bd (2010)
- The Clash en bande dessinée (2010)

### Réalisées parEfix
- Mon amie la Poof - tome V - Yvan
- Mon amie la Poof - tome IV - Emile
- Mon amie la Poof - tome III - Monique
- Mon amie la Poof - tome II - Pablo
- Mon amie la Poof - tome I - Moorad

## Quelques albums
- Léo Cassebonbon (3 tomes)
- Les Amis de Josy
- Robinson
- K, une si jolie comète